# ダン・トゥ

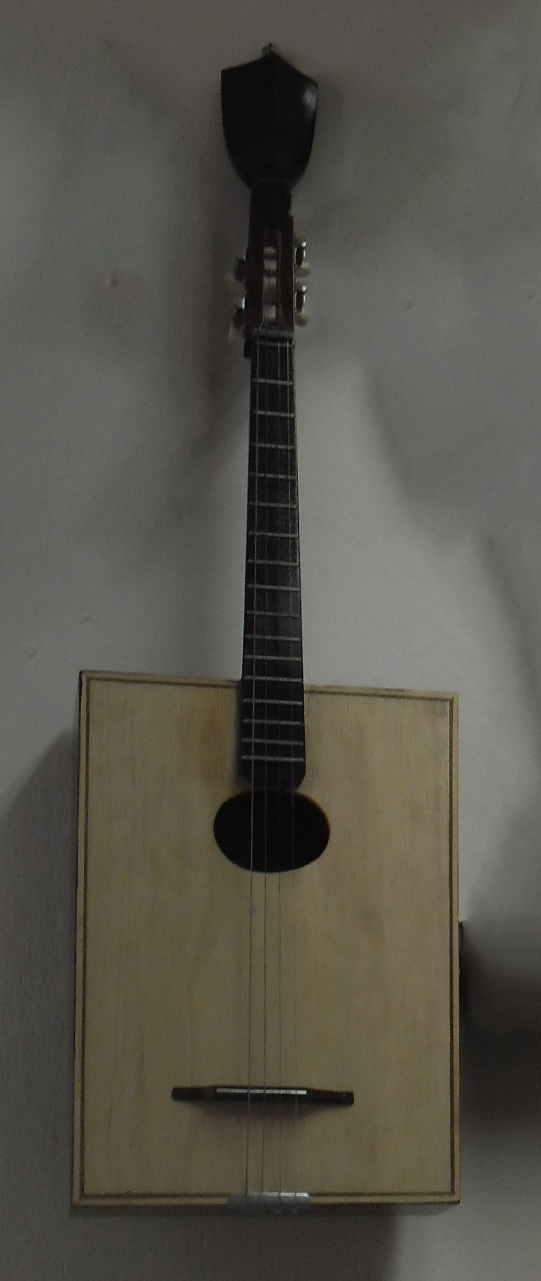
長方形の胴と長い棹を持つ現代様式のダン・トゥ

ダン・トゥ(ベトナム語：đàn tứ / 彈四)またはダン・ドアン(ベトナム語：đàn đoản / 彈短)はベトナムの民族楽器の一つ。トゥとは漢越詞(漢語由来のベトナム語語彙)で4を意味する語で、この楽器の弦の本数を表している。
月の形をした共鳴胴を持つ短棹のリュートであり、中華人民共和国の月琴に似ている。現在ではあまり用いられない楽器である。
中華人民共和国の楽器中阮に似た同名の楽器が、1960年代あたりにnhạc dân tộc cải biênの(現代様式のベトナム民謡)の中で用いられた。その際、ベトナムの演奏家たちは、西洋音楽の全音階を演奏しやすくするために、長方形の共鳴胴と長い棹を持つ楽器へと改良した。改良されたダン・トゥは、今や伝統的なダン・トゥよりも多くの人気を得ている。